# Kiss Árpád (neveléstudós)
Kiss Árpád (Csernátfalu, 1907. április 21. – Budapest, 1979. szeptember 29.) magyar neveléstudós, közoktatás-politikus. A neveléstudományok kandidátusa (1966).

## Életpályája
Középiskoláit Brassóban és Balassagyarmaton végezte; itt érettségizett 1926-ban. 1932-ben diplomázott a Pázmány Péter Tudományegyetemen. 1932–1939 között Balassagyarmaton gimnáziumi tanár volt. 1935-ben doktorált francia filológiából. 1939–1944 között a Debreceni Állami Gyakorló Gimnáziumban oktatott. 1945–1948 között az Országos Köznevelési Tanács ügyvezető igazgatója volt. 1946-ban egyetemi magántanár lett. 1948–1949 között az Országos Neveléstudományi Intézet Didaktikai Osztályának osztályigazgatója volt. 1949–1951 között a Budapesti Tanítóképző Intézet nyilvános rendes tanára volt. 1946–1951 között a Debreceni Tudományegyetem magántanára volt. 1951–1953 között Kistarcsára internálták. 1953–1956 között általános iskolai és tanítóképző-intézeti tanár volt. 1956–1960 között a Pedagógiai Tudományos Intézet tudományos munkatársa, 1960–1962 között tudományos főmunkatársa volt. 1962–1976 között az Országos Pedagógiai Intézet Didaktika Tanszéke főiskolai tanára és a Didaktikai Osztály vezetője volt. 1961–1979 között a Magyar Tudományos Akadémia Magyar Pedagógia című folyóirat szerkesztő-közreműködője volt. 1974–1979 között a Magyar Pedagógiai Társaság elnöke volt. 1976-ban nyugdíjba vonult.
Kiemelkedő szerepet töltött be az 1945-ös általános iskolai koncepció kialakításában, tanterveinek kidolgozásában. Hozzá kapcsolódik a Köznevelés című folyóirat és a Köznevelés könyvtára című sorozat szerkesztése (1946–1948).

## Családja
Szülei: ? és Pozsár Anna voltak. Felesége, dr. Darkó Irén (1920–1995) középiskolai tanár volt; Darkó Jenő (1880–1940) történész, bizantinológus leánya. Testvére: Kiss Endre és Kiss Sándor voltak. Fia: Kiss Árpád (1946-) és Kiss Endre (1947-) filozófus. 
Sírja a Farkasréti temetőben található (1-2-55).

## Művei
- Mai magyar nevelés (Debreceni Könyvek. Magyar Nevelés. 1. Debrecen, 1943)
- Utak a politikai nevelés felé (Magyar Paedagogia, 1943)
- Magyarságtudomány és nemzetnevelés. Tanulmányok. Szerkesztette: Kovács Mátéval (Debreceni Könyvek. Magyar Nevelés. 3. Debrecen, 1944)
- Az embernevelés mai jelentése (Magyar Paedagogia, 1944)
- Az emberi felszabadulás útja (Debreceni Könyvek. Magyar Nevelés. 5. Debrecen, 1945)
- Nevelés és neveléstudomány Pedagógiai olvasókönyv. (Nevelők Könyvtára. 3. Budapest, 1948)
- Az új nevelés kérdései (Faragó Lászlóval, Budapest, 1949)
- Általános műveltség és iskola (Tanulmányok a neveléstudomány köréből. Szerkesztő is. Budapest, 1958)
- Iskolás tanulóink tudásszintjének vizsgálata. 1–4. (Pedagógiai Szemle, 1960–1961)
- Docimológia, osztályozás, mérés. (Pszichológiai tanulmányok. 3. kötet. Budapest, 1961)
- Iskolás tanulóink megterhelésének vizsgálata (Magyar Pedagógia, 1961)
- Írásos teljesítménypróbák iskolai felhasználása (Pszichológiai tanulmányok. 4. kötet. Budapest, 1962)
- Az iskolás tanulók megterhelését előidéző egyes tényezők vizsgálata. 1–2. (Magyar Pedagógia, 1962)
- A tanulás fogalma a pszichológiában és a pedagógiában. (Pszichológiai tanulmányok. 5. kötet. Budapest, 1963)
- A gazdaságos és eredményes tanulás képességének kialakítása. – Új törekvések a felnőttnevelésben. (Pedagógiai Szemle, 1963)
- A teljesítményszint vizsgálatának néhány eredménye. – A tehetséges gyermek (Magyar Pedagógia, 1963)
- A programozott tanítás és a tanítógép. 1–2. (Magyar Pedagógia, 1964–1965)
- Programozott oktatás a gyakorlatban. 1–2. (Pedagógiai Szemle, 1965–1966)
- Fiatal elemi iskolai tanítók fejlődése (Magyar Pedagógia, 1966)
- Kodály Zoltán (Magyar Pedagógia, 1967)
- A tanulás értékelése, tervezése és javítása. – Számítógépek pedagógiai alkalmazása (Gyaraki Frigyessel). – Az általánosan művelő tanítás tartalma (Pedagógiai Szemle, 1968)
- Műveltség és iskola (Budapest, 1969)
- Fejlődésünk távlatai és az iskola (Magyar Pedagógia, 1969)
- A pedagógiai céljainknak megfelelő értékelés neveléstudományi feltételeinek megteremtése (Mérés – értékelés – osztályozás. Tanulmányok. Szerkesztette: Balogh László. Budapest, 1970)
- Az eredményesebb iskolai tanítás feltételeinek keresése (Pedagógiai Szemle, 1970)
- A munkaerő-struktúra és az oktatás fejlesztése. – Szakember-ellátás, munkaerő-struktúra (Tímár Jánossal; Társadalmi Szemle, 1970)
- Várkonyi Hildebrand Dezső (Magyar Pedagógia, 1971)
- A nevelés tudományos megalapozásáról (Társadalmi Szemle, 1971)
- Az iskolarendszer egysége és differenciáltsága. – A tudományos kutatások szükségességének indoklása a pedagógiában. – A televízió szerepe a szülők nevelésében. (Pedagógiai Szemle, 1972)
- Kovács Máté (Magyar Pedagógia, 1972)
- A tanulás programozása (Budapest, 1973, románul: 1977)
- Mérés, értékelés, osztályozás (Budapest, 1978)
- A korszerű műveltség. Az általános és a szakmai műveltség viszonya (Pedagógiai füzetek; Budapest, 1979)
- Közoktatás és neveléstudomány. Szerkesztette: Horváth Márton és Simon Gyula. (Budapest, 1982)[7]
- Az új nevelés kérdései (Faragó Lászlóval) Hasonmás kiadás (Az Országos Pedagógiai Könyvtár és Múzeum hasonmás kiadványai. Budapest, 1990)
- Az új nevelés kérdései (Faragó Lászlóval) Hasonmás kiadás. (A magyar pedagógiai gondolkodás klasszikusai. 8. Budapest, 1996)
- Igazság költészet nélkül. Visszaemlékezések. Szerkesztette, az előszót írta Kiss Endre. (A Teleki László Alapítvány kiadványa. Budapest, 1999)

## Emlékezete
- 1986-ban Balassagyarmaton az ő nevét vette fel az általános iskola. Az iskolában bronz domborműves emléktábláját is elhelyezték (Szederkényi Attila szobrászművész alkotása, 1986)[8]
- Balassagyarmaton évente Kiss Árpád Napokat rendeznek.
- Emlékét őrzi a Kiss Árpád-díj, amelyet 1999 óta minden évben a magyar kultúra napján, január 22-én adnak át; a plakett Ágh Fábián Sándor szobrászművész alkotása.
- 2007-et, születésének 100. évfordulóját a Magyar Pedagógiai Társaság Kiss Árpád-emlékévnek nevezte ki, amikor is több emlékkonferenciát, tudományos ülést és kiállítást tartottak tiszteletére. Az emlékévben egykori lakóhelyét (Budapest XI. kerület Bercsényi utca 12.) emléktáblával jelölték meg.

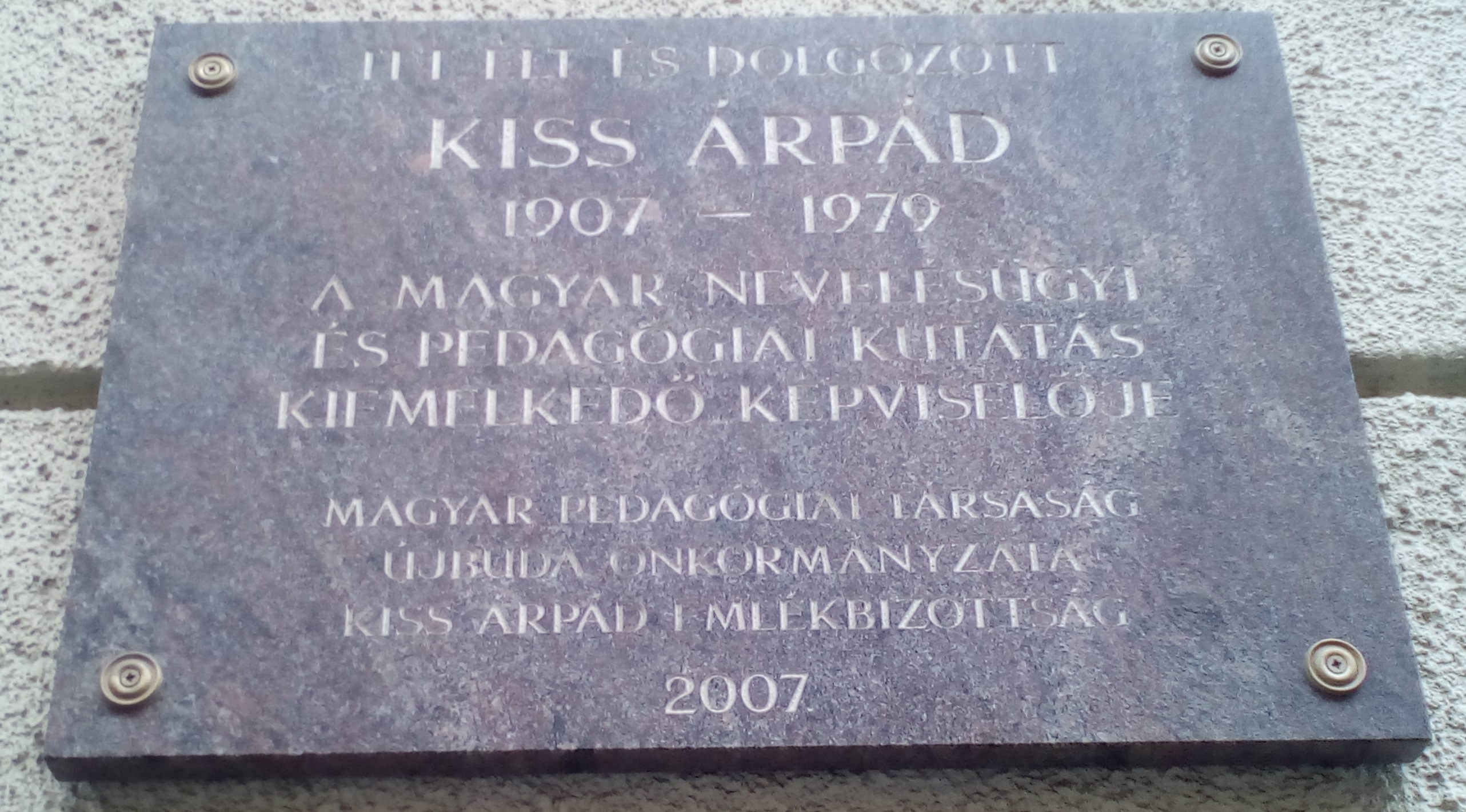
Kiss Árpád emléktáblája Budapest XI. kerületében, Bercsényi utca 12.

## Díjai
- Apáczai Csere János-díj (1977)[9]